# Henk Boeren
Henk Boeren is een voormalig Nederlands honkballer.
Boeren speelde voor OVVO uit Amsterdam in de hoofdklasse en maakte in 1973 deel uit van het Nederlands honkbalteam waarvoor hij tweemaal een interland speelde en deelnam aan de Europese Kampioenschappen in 1973. Hij was als slagman beroemd om zijn loepzuiver geslagen "line drive" slagen die vaak tot een homerun leidden.